# 153e division d'infanterie (France)
Pour les articles homonymes, voir 153e division d'infanterie.
La 153e division d'infanterie est une division d'infanterie de l'armée de terre française qui a participé à la Première Guerre mondiale.

## Les chefs de la153edivision d'infanterie
- 29 mars 1915 - 26 mars 1916 : Général Deligny
- 26 mars - 19 décembre : Général Magnan
- 19 décembre 1916 - 1er mai 1917 : Général Pellé
- 4 mai 1917 - : Général Goubeau

## Première Guerre mondiale
Affectation
- 20e corps d'armée d'avril 1915 à novembre 1918

### Unités ayant fait partie de la division
- 411e régiment d’infanterie d’avril 1915 à avril 1915
- 412e régiment d’infanterie d’avril 1915 à avril 1915
- 418e régiment d’infanterie d’avril 1915 à novembre 1918
- 2e bataillon de chasseurs à pied d’avril 1915 au 19 décembre 1916
- 4e bataillon de chasseurs à pied d’avril 1915 au 19 décembre 1916
- 115e bataillon de chasseurs à pied d’avril 1915 à avril 1915
- 1er régiment de tirailleurs marocains de décembre 1916 à novembre 1918
- 1er régiment mixte de zouaves et tirailleurs d’avril 1915 à juillet 1918
- 9e régiment de zouaves de marche d’avril 1915 à novembre 1918
- 64e régiment d’infanterie territoriale d’août à novembre 1918
- 3e escadron du 5e régiment de hussards (à la disposition de la division) de 1916 à 1918

### 16 avril 1915 - 18 décembre 1916
- 3e brigade marocaine
  - 9e régiment de zouaves de marche
  - 1er régiment mixte de zouaves et tirailleurs
- 306e Brigade 
  - 2e bataillon de chasseurs à pied
  - 4e bataillon de chasseurs à pied
  - 418e régiment d’infanterie

### 19 décembre 1916 - 5 juillet 1918
- 3e Brigade marocaine
  - 9e régiment de zouaves de marche
  - 1er régiment de tirailleurs marocains
- 306e Brigade 
  - 1er régiment mixte de zouaves et tirailleurs
  - 418e régiment d’infanterie

### 6 juillet 1918- 11 septembre 1918
- 9e régiment de zouaves de marche
- 1er régiment de tirailleurs marocains
- 1er régiment mixte de zouaves et tirailleurs

### 12 septembre 1918 - novembre 1918
- 9e régiment de zouaves de marche
- 1er régiment de tirailleurs marocains
- 418e régiment d’infanterie

### Historique

#### 1915
- 1er - 13 avril : constitution au camp de la Courtine. La division est affectée au 20e CA et créée avec la 306e brigade; 2e, 4e Bataillons de

chasseurs à pied et le 418e Régiment d'Infanterie, comprenant
surtout des jeunes soldats de la classe 1915. La 153e
Division qui devait prendre part à l'attaque du.
- 13 - 24 avril : transport et concentration vers Anvin.

23 avril, transport par V.F. et par camions, d’Anvin, de Saint-Pol-sur-Ternoise et d’Hesdin, vers la région de Cassel, puis mouvement en direction d’Ypres.
- 24 avril - 8 juin : engagée vers Lizerne[1], et Steenstraate, à la suite des attaques allemandes par gaz du 22 avril ; occupation d’un secteur vers Steenstraate et Boesinghe (en liaison avec l’armée belge).

16 mai : prise de Steenstraate et de Het-Sas.
- 8 - 15 juin : retrait du front, transport par V.F. et par camions, des régions de Bergues et Cassel, au sud-est de Saint-Pol ; repos.
- 15 juin - 5 juillet : mouvement vers Arras. Engagée, le 16 juin, dans la 2e bataille d’Artois (éléments sous les ordres des  9e et  20e Corps d’Armée : attaques françaises au nord de Neuville-Saint-Vaast. À partir du 26 juin, occupation d’un secteur dans une partie de Neuville-Saint-Vaast et au nord de ce village.
- 5 juillet - 25 septembre : retrait du front et repos vers Boffles.

14 - 17 juillet : mouvement vers Pont-Remy.
17 juillet - 4 septembre : transport par V.F. dans la région de Rosières-aux-Salines ; travaux d’organisation défensive sur la rive gauche de la Meurthe ; instruction et repos.
4 septembre : mouvement vers Bayon.
12 - 25 septembre : transport par V.F. dans la région de Vitry-le-François, puis mouvement vers le front, en direction de Minaucourt.
- 25 septembre - 23 décembre : engagée dans la 2e bataille de Champagne : du 25 septembre au 7 octobre, combats dans la région de Maisons de Champagne ; puis occupation d’un secteur vers Maisons de Champagne (du 10 octobre au 23 décembre, les 39e et 153e DI alternent pour l’occupation du secteur).
- 23 décembre 1915 - 29 janvier 1916 : retrait du front et transport par camions vers Perthes-lès-Hurlus. À partir du 24 décembre, transport par V.F. vers la région de Pont-Saint-Vincent ; repos.

#### 1916
- 29 janvier - 21 février : mouvement vers Saint-Clément ; travaux. À partir du 18 février, mouvement vers le camp de Saffais.
- 21 février - 7 mars : transport par V.F. de Charmes et de Bayon, vers la région de Ligny-en-Barrois, puis transport par camions à Verdun. À partir du 24 février, engagée dans la bataille de Verdun, vers Louvemont et Bezonvaux.

25 février, attaque allemande sur le fort de Douaumont et repli sur le front village de Douaumont, Vaux-devant-Damloup.
27, 28 et 29 violents combats dans la région du fort de Douaumont.
2, 3 et 4 mars, combats au village de Douaumont.
- 7 mars - 10 avril : retrait du front ; repos vers Bar-le-Duc.
- 10 - 24 avril : transport par camions dans la région de Verdun. Engagée à nouveau dans la bataille de Verdun, entre la route d’Esnes à Malancourt et la corne sud-est du bois d’Avocourt.
- 24 avril - 18 juin : retrait du front et transport par V.F. dans la région nord-ouest d’Abbeville. À partir du 2 juin, transport par V.F. vers Conty, puis mouvement vers Quevauvillers ; repos.
- 18 juin - 27 juillet : mouvement vers Hamel. À partir du 9 juillet, engagée dans la bataille de la Somme, vers Hardecourt-aux-Bois : 20 juillet, violente attaque française ; progression vers le nord de Maurepas.
- 27 juillet - 7 août : retrait du front ; repos vers Bray-sur-Somme.
- 7 - 21 août : mouvement vers le front. Engagée à nouveau, dans la bataille de la Somme, vers Maurepas et au nord : les 10, 16 et 18 août, attaques françaises dans cette région.
- 21 août - 8 octobre : retrait du front ; transport par V.F. au nord d’Abbeville ; repos et instruction.
- 8 octobre - 10 novembre : transport par camions dans la région de Quevauvillers ; repos et instruction.
- 10 - 28 novembre : mouvement vers le front. À partir du 13 novembre, engagée pour la troisième fois dans la bataille de la Somme, entre le sud de Sailly-Saillisel, et le nord-est de Rancourt.

14, 15 et 16 novembre : violents combats.
- 28 novembre 1916 - 7 janvier 1917 : retrait du front (relève par l’A.W.), puis, le 15 décembre, transport par V.F. dans la région de Bayon ; repos.

#### 1917
- 7 - 16 janvier : mouvement vers Frouard ; travaux de 2e position.
- 16 janvier - 15 février : transport par V.F. vers Château-Thierry; repos vers Condé-en-Brie, puis vers Belleau.
- 15 février - 7 avril : mouvement vers le front, préparatifs d’offensive vers Villers-en-Prayères, puis, à partir du 25 mars, dans la région de Fismes.
- 7 - 21 avril : occupation d’un secteur vers Troyon et Chivy. À partir du 16 avril, engagée dans la 2e bataille de l’Aisne : progression par Chivy, sur le Chemin des Dames ; organisation et défense des positions conquises vers Cerny-en-Laonnois et le sud de Courtecon.
- 21 avril - 7 mai : retrait du front ; repos vers Lesges.
- 7 mai - 8 juin : occupation d’un secteur vers Cerny-en-Laonnois et le sud de Courtecon.

16 mai, mouvement de rocade et occupation d’un nouveau secteur vers Courtecon et la ferme Malval.
- 8 - 29 juin : retrait du front, mouvement vers Villers-Cotterêts, puis transport par V.F. à Bayon et à Vézelise ; repos et instruction.
- 29 juin - 4 novembre : occupation d’un secteur entre la Moselle et Limey, réduit à droite, le 15 octobre, jusque vers Fey-en-Haye.
- 4 novembre - 27 décembre : retrait du front ; repos et instruction au camp de Bois-l’Évêque, puis, à partir du 27 novembre, vers Gondreville.
- 27 décembre 1917 - 22 janvier 1918 : transport par V.F. de Toul, dans la région de Vanault-les-Dames.

À partir du 4 janvier 1918, les éléments de la 153e DI sont employés à des travaux de 2e position dans la région de Verdun (zone des  2e,  10e et  13e C.A. )

#### 1918
- 22 janvier - 25 mars : occupation d’un secteur vers le bois de Chaume et Bezonvaux : fréquentes actions locales.
- 25 mars - 4 mai : retrait du front et mouvement par étapes vers Combles, puis vers Heiltz-l'Évêque ; transport par camions vers Songy, Jouarre et Nanteuil-le-Haudouin ; repos. À partir du 13 avril, mouvement par étapes vers Lacroix-Saint-Ouen (repos), puis vers Warluis et Quevauvillers ; tenue prête à intervenir dans la zone britannique.
- 4 mai - 13 juin : mouvement vers Flesselles, puis vers Picquigny, enfin vers Neufchâtel-en-Bray, Montérolier et Buchy. À partir du 1er juin, transport par V.F. vers Crépy-en-Valois ; travaux.
- 13 juin - 8 juillet : organisation d’une position de 2e ligne vers Taillefontaine et Hautefontaine. À partir du 15 juin, engagée dans la 3e bataille de l'Aisne, occupation d’un secteur de combat vers Saint-Pierre-Aigle et Ambleny :

15 juin attaque française et prise de Cœuvres-et-Valsery.
18 juin - 2 juillet, combats offensifs dans la forêt de Villers-Cotterêts, vers Laversine et Saint-Pierre-Aigle, puis organisation du front.
- 8 - 15 juillet : retrait du front ; travaux dans la forêt de Villers-Cotterêts.
- 15 - 22 juillet : mouvement vers le front. À partir du 18 juillet, engagée au sud d’Ambleny, dans la 2e bataille de la Marne : prise du mont d’Arly, Saconin-et-Breuil, et, le 22 juillet, de Berzy-le-Sec.
- 22 juillet - 8 août : retrait du front et mouvement vers Breteuil ; repos.
- 8 - 12 août : engagée, à l’est de Moreuil, dans la 3e bataille de Picardie : prise d’Hangest-en-Santerre, d’Arvillers et d’Erches ; progression jusque vers Andechy.
- 12 août - 11 septembre : retrait du front et mouvement vers la région de Moreuil, puis successivement vers celles de Crèvecœur-le-Grand et de Marines ; repos.
- 11 - 30 septembre : transport par camions dans les régions de Provins puis de Châtillon-sur-Marne.
- 30 septembre - 10 octobre : engagée, sur la Vesle, entre l’est de Breuil et le sud de Romain, dans la bataille de Saint-Thierry (Offensive Meuse-Argonne) : franchissement de la Vesle, à Breuil-sur-Vesle ; le 8 octobre, franchissement de l’Aisne, vers Sapigneul et Berry-au-Bac ; puis organisation d’une tête de pont dans cette région (éléments au  5e CA).
- 10 - 21 octobre : retrait du front, puis mouvement par étapes vers Noyon.
- 21 octobre – 1er novembre : occupation d’un secteur de combat vers Moy et Ribemont ; engagée, entre Vendeuil et Hamégicourt, dans la bataille de la Serre : combats de Villers-le-Sec, Parpeville et Landifay.
- 1er - 11 novembre : mise en 2e ligne, puis mouvement vers Villequier-Aumont ; se trouve dans la région de Marle, lors de l’armistice.

#### Rattachements
Affectation organique : 20e Corps d’Armée, d’avril 1915 à novembre 1918
- 1re armée

24 juillet – 18 août 1918
13 octobre – 11 novembre 1918
- 2e armée

20 septembre – 25 décembre 1915
26 février – 23 avril 1916
27 décembre 1917 – 29 mars 1918
- 3e armée

19 août – 11 septembre 1918
- 4e armée

30 mars – 8 avril 1918
- 5e armée

9 avril – 3 mai 1918
12 septembre – 12 actobre 1918
- 6e armée

24 avril – 14 décembre 1916
16 janvier  - 9 juin 1917
- 7e armée

2 – 15 janvier 1917
10 juin – 26 décembre 1917
- 10e armée

17 – 22 avril 1915
8 juin – 13 juillet 1915
4 mai – 23 juillet 1918
- D.A.B.

23 avril – 21 mai 1915
- D.A.L.

14 juillet – 13 septembre 1915
26 décembre 1915 – 19 février 1916
15 décembre 1916 – 1er février 1917
- G.P.N.

22 mai – 7 juin 1915
- Groupement Pétain

14 – 19 septembre 1915
- Intérieur

1er – 16 avril 1915
- Région Fortifiée de Verdun

20 – 25 février 1916